# Філіпп Куяр
Філі́пп Куя́р (фр. Philippe Couillard, *26 червня 1957, Монреаль, Канада) ― квебекський політичний діяч, голова Ліберальної партії Квебеку (2013-2018), Прем'єр-міністр Квебеку (2014-2018).
Куяр, що сам є професійним лікарем, у 2003-2008, був міністром Охорони здоров'я і соціальних служб Квебеку у ліберальному уряді Жана Шаре.

## Зовнішні посилання
- Інформація про Філіппа Куяра [Архівовано 19 серпня 2010 у Wayback Machine.] на сайті Національної асамблеї Квебеку